# Cheerful Credit
Cheerful Credit è un cortometraggio muto del 1922 sceneggiato e diretto da Fred Hibbard.

## Produzione
Il film fu prodotto dalla Century Film.

## Distribuzione
Distribuito dall'Universal Film Manufacturing Company, il film - un cortometraggio in due bobine - uscì nelle sale cinematografiche USA il 26 aprile 1922.